# Église Saint-Laurent de Mellery
L'église Saint-Laurent est une église catholique de style classique du XVIIIe siècle située à Mellery, village de la commune belge de Villers-la-Ville, en Brabant wallon.

## Localisation
L'église se situe au centre du village, entre la place Communale et la rue Adjudant Kumps.

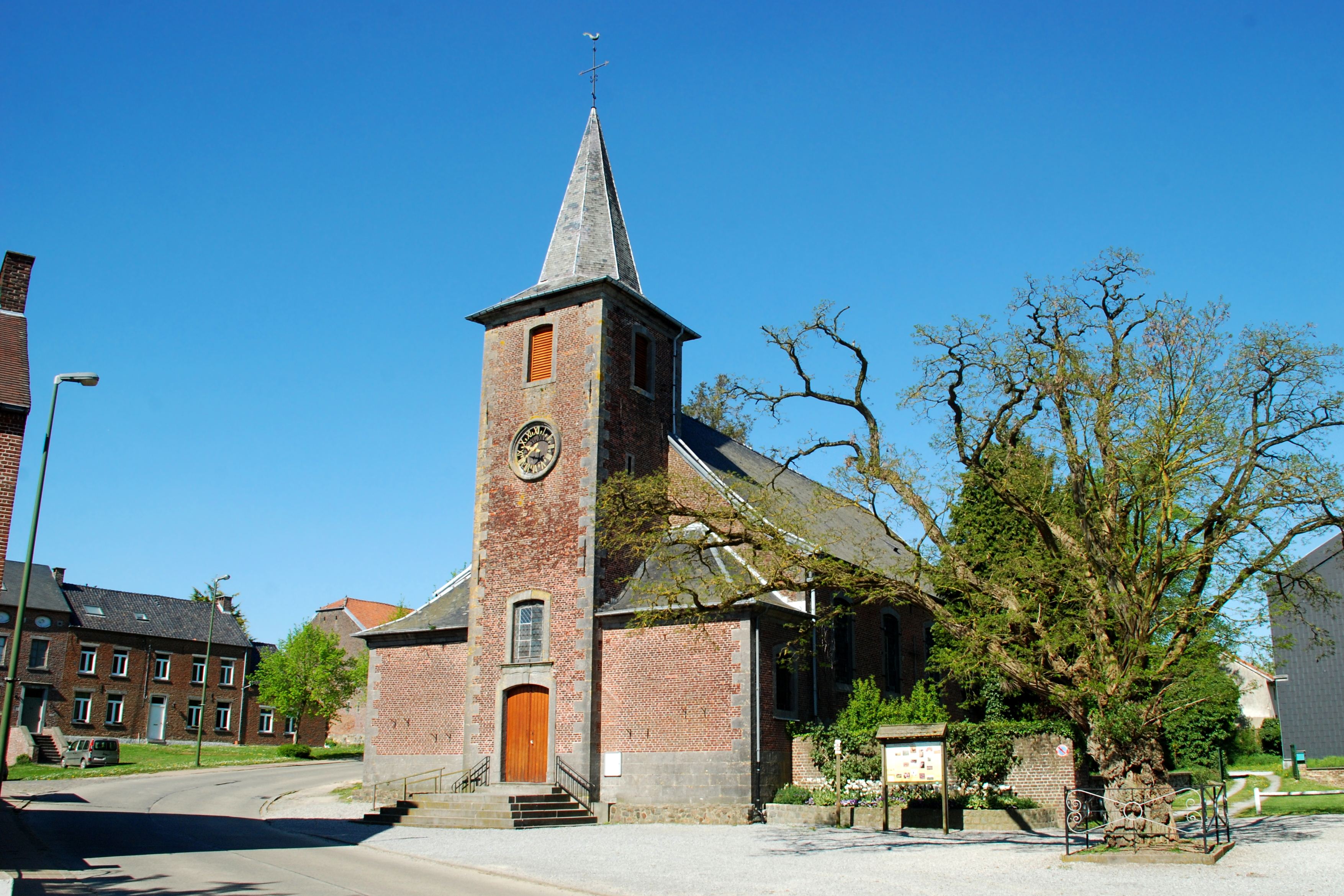

## Historique
L'édifice date du XVIIIe siècle : un chronogramme au-dessus du portail la date de 1779.
Sans être classée l'église n'en figure pas moins à l'Inventaire du patrimoine immobilier culturel de la Wallonie sous la référence 25107-INV-0029-01.

## Architecture

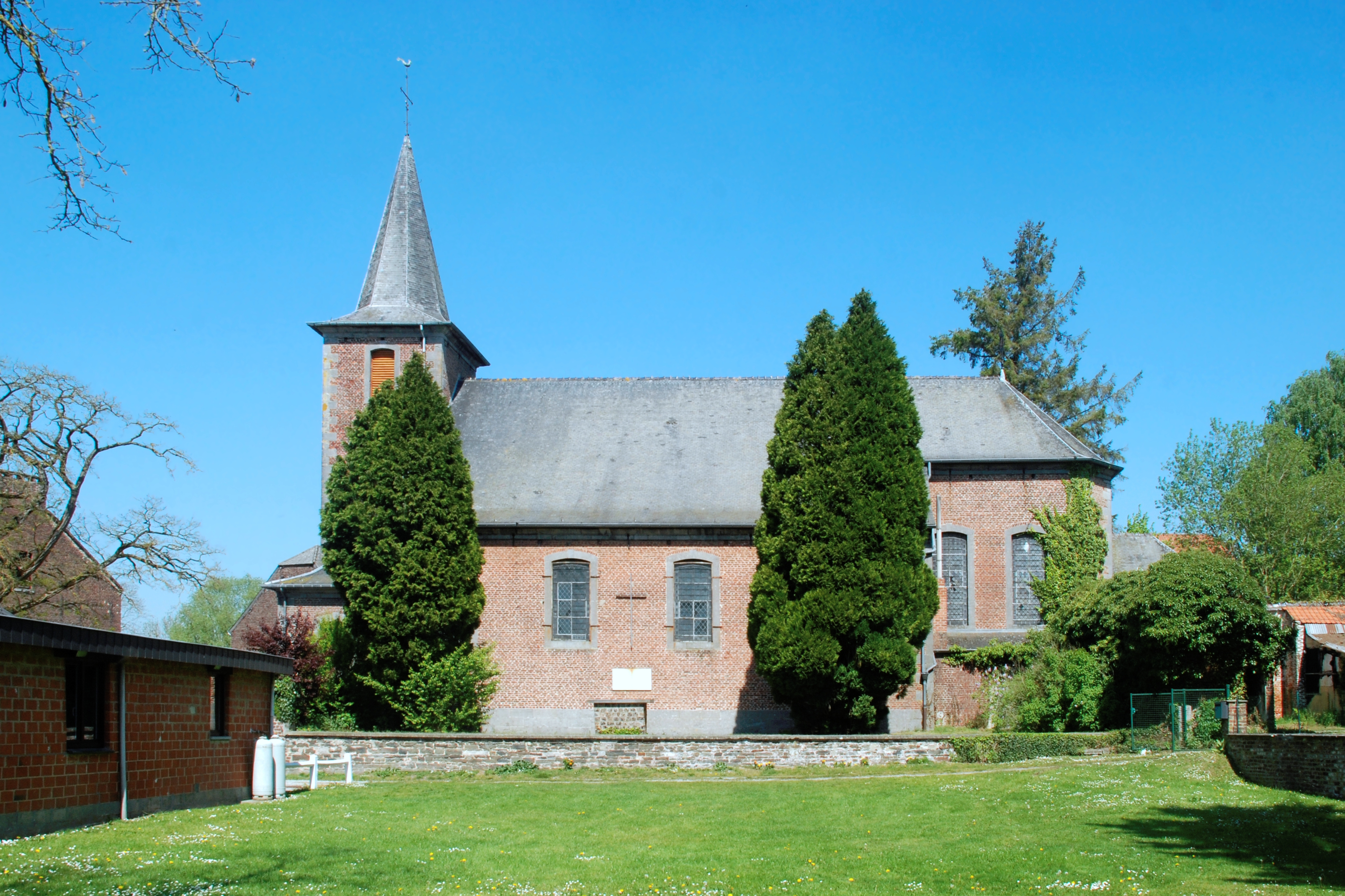
L'église vue du sud.
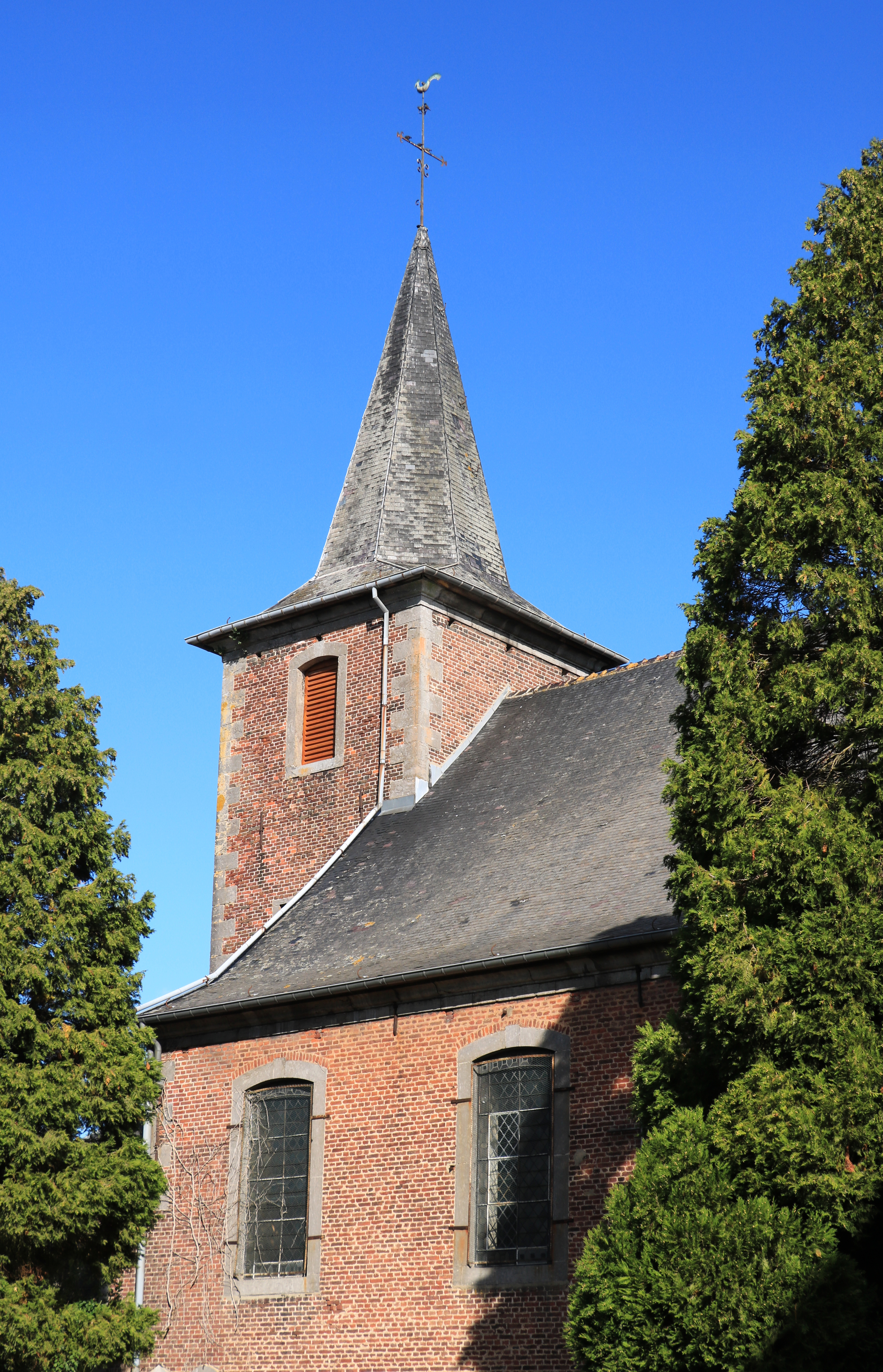
le clocher.